# Buddleja rufescens
Buddleja rufescens là một loài thực vật có hoa trong họ Huyền sâm. Loài này được Willd. ex Roem. & Schult. mô tả khoa học đầu tiên năm 1827.